# 山西华澳商贸职业学院
山西华澳商贸职业学院(China Australia Business College of Shanxi)，是一所位于中国山西省太原教育园区（实际地处晋中市）的民办高等职业技术学院 。

## 校园环境
山西华澳商贸职业学院位于山西省太原教育园区东外环8号路15号（即晋中市工业园区8号路15号）。近年来，有中北大学信息商务学院、太原理工大学现代科技学院、山西医科大学晋祠学院等多所独立本科院校租用该校校园进行办学。